# Ki Society
Hội nghiên cứu về Khí hay Ki Society (気の研究会 (Khí Nghiên cứu Hội) Ki no Kenkyūkai) là một tổ chức về aikido, được sáng lập bởi Tōhei Kōichi vào năm 1971, khi ông là huấn luyện viên trưởng tại Aikikai Hombu Dojo. Tên tiếng Nhật chính thức của tổ chức là Shin Shin Toitsu Aikido Kai (心身統一合気道会), nhưng nó cũng được biết ở các nước nói tiếng Anh như "Ki Society". Nền tảng của nó phản ánh sự khác biệt giữa Tōhei và Aikikai, và sự nhấn mạnh riêng của ông vào việc phát triển các khái niệm về Ki. Bộ môn nghệ thuật của Tōhei được gọi đúng là Shin Shin Tōitsu-dō (心身統一道), nghĩa là "con đường của việc thực hiện sự hợp nhất [chính thức] của tâm trí và cơ thể", nhưng bộ môn võ thuật của nghệ thuật này thường được gọi là Ki-Aikido, đặc biệt là ở phương Tây.
Ki Society có cơ sở chính của nó, gọi là Ki no Sato (có nghĩa là trụ sở chính), nằm ở tỉnh Tochigi.

## Các nguyên tắc và việc thực hành
Tại Ki Society, Tōhei tạo ra một viễn cảnh, nơi mà Ki có thể được dạy cho học viên ở mọi lứa tuổi, bao gồm cả những người tàn tật và ốm yếu, và những người không có khả năng thực hành môn võ Aikido khác. Aikido chỉ là một trong những môn trong chính thể nghệ thuật toàn diện của Tōhei về Shin Shin Toitsudo; có năm bộ môn được dạy tại một Ki Society Dojo:
- Shin Shin Toitsu Aikido, võ thuật
- Kiatsu-hō (sức khỏe cá nhân và chữa bệnh)
- Ki no Kokyū-hō (Ki trong việc hít thở)
- Ki no Seiza-hō (Ki trong thiền)
- Các bài tập phát triển Ki (các phương pháp để thực hiện sự hợp nhất của tâm trí và cơ thể như Oneness Rhythm Exercise (Bài tập Nhịp điệu Hợp nhất), Sokushin no Gyo và Senshin no Gyo)

Là một trong những người đầu tiên mang Aikido đến phương Tây từ Nhật Bản vào năm 1953, Tōhei đã gặp phải nhiều trở ngại trong quá trình giảng dạy. Môn sinh phương Tây không chấp nhận cách dạy của ông ngay từ đầu, và dồn ép Tōhei với những thắc mắc của mình, và thậm chí thỉnh thoảng "tấn công" để kiểm tra khả năng thực chiến của Tōhei. Do những đặc thù trong giảng dạy, Tōhei buộc phải tạo ra một hệ thống bài giảng rõ ràng kết hợp giữa phương pháp Tây phương để dạy các khái niệm phương Đông như ki, tụ khí vào một điểm (one-point), thả lỏng hoàn toàn (relaxing completely), trong khi duy trì giảng dạy đầy đủ về Ki, vân vân. Thông qua cuộc đời của mình trong các cuộc chiến tranh ở nước ngoài và ở nhà, và qua kinh nghiệm của mình với Aikido, với Sokushin no Gyo ở Ichikukai dojo, và việc giảng dạy Yoga tại Nhật Bản của Nakamura Tempū, Tōhei nhận ra bốn nguyên tắc phổ quát mà ông cảm thấy cần được sử dụng trong tất cả các động tác của Ki Society, và trong cuộc sống thường ngày của mỗi người.
- Giữ khí tại một điểm
- Thả lỏng hoàn toàn
- Giữ trọng lượng ở phần bụng dưới
- Khuếch trương Ki

## Giải thi đấu Taigi
Shin Shin Toitsu Aikido Kai tổ chức Giải thi đấu Taigi toàn Nhật Bản thường niên tại Ki no Kenkyukai (tổng hội), và mỗi bốn năm giải Taigi Thế giới sẽ được tổ chức tại đây. Các kỹ thuật khác nhau được nhóm lại trong 31 bộ của khoảng 6 kỹ thuật ném, mỗi kỹ thuật được gọi là một 'Taigi', thường dựa trên xung quanh một tình huống tấn công cụ thể hoặc một chủ đề khác. Các đội tham dự sẽ biểu diễn một số kỹ thuật taigi, được lựa chọn mỗi năm. Giải sẽ so sánh dáng và động tác của nage với uke, chứ không phải một cuộc thi đấu giữa hai đối thủ. Cuộc thi này có thể so sánh với cuộc thi trượt băng đôi. Giảm kháo sẽ chấm điểm theo kích cỡ, nhịp điệu, sự điềm tĩnh, cân bằng và việc sử dụng ki.